# Манастир Житомислић
Манастир Житомислић – Благовештења Пресвете Богородице из 15. века, припада Епархији захумско-херцеговачке и приморске Српске православне цркве.

## Историја
Смештен је у селу Житомислићи код Мостара, у Херцеговини. Манастир је по једном извору, сазидао о свом трошку 1563. године властелин Милисав Храбрен, судећи по натпису са стубца који се (1861.) налазио са десне стране, пред Владичанским троном. Његов ктиторски лик, са ликом цркве у десној руци, се налазио у "средњој цркви" (лађи), одмах код врата на левој страни. У манастирском општаку где се уписују приложници је записано "Породица Храбрени, ктитори светаја обитељи сеја". У Дубравама се памтило да су била три брата: Радоје, Љубосав и Милисав. Храбрени су имали своје "дворе" у селу Црнићима (у Дубравама) и у Житомислићима. Из 1861. године је карактеристично запажање: "у садашњем народу нико не зна за 'Храбрене', него се живо спомињу Милорадовићи".
Обновљен је 1563. године, за ктитора је имао чувену властелинску породицу Милорадовић. У историјским списима 1583. и 1599. године помиње се први игуман Житомислића Јован и Милисав Вукашинов из села Црнићи. На древном манастирском печету угравирана је 1585. година. Из године 1602/1603. постоји сачуван запис мајстора Вукашина из манастира Ораховице, уклесан на капителу јужног стуба Житомислићке цркве. Године 1609. довршен је живопис Житомислићког храма по поруџбини игумана Саве, трудом и трошком јеромонаха Максима. Живопис је рађен по грчком калупу. У манастирској цркви је половином 19. века било јеванђеље и још осам црквених књига, који су донети из Русије. У јеванђељу је запис из 1703. године, по којем је исте књиге послао "Петар руски монарх" у српску земљу, у манастир Житомислић а принели су их браћа Гавро и Михаил, синови Илије Милорадовића.
Монаси манастира Житомислића у XVII веку постају и хиландарски игумани. Затим је вековима братство било јако и утицало је на живот Срба у тим крајевима.
Краљ Александар I Карађорђевић је априла 1927. године поклонио звоно манастирској цркви. На звону тешком 300 килограма, било је угравирано: "Краљ Срба, Хрвата и Словенаца поклања ово звоно манастуру Житомислићу".

## Богословска школа
У манастиру је 1848. године отворена прва богословска школа у Босни и Херцеговини. Основали су је тадашњи архимандрит Серафим Перовић и Нићифор Дучић. Касније је отворена и школа за описмењавање српске деце, која је постојала све до 1971. У манастиру се налазила и вредна збирка икона из периода од 16. до 19. века. као и значајан број књига и других црквених драгоцености. Манастир је делио судбину српског народа у долини Неретве.

## Страдање манастира и монаха
У јуну 1941. године усташе су побиле цело братство манастира Житомислића и бациле у Видоњску јаму, на десној обали Неретве. Манастир је опустео. Крајем 1941. године манастирске конаке су запалили усташе и Немци, пошто су претходно опљачкали ризницу, архиву и библиотеку. Манастирска црква је сачувана.
У недељу 3. фебруара 1991. године у Житомислићу, свечано су сахрањене мошти Житомислићких Новомученика. Затим су паравојне формације Хрватских одбрамбених снага (ХОС) под вођством Блажа Краљевића, половином јуна 1992. године, манастир спалили и срушили. Сестринство са игуманијом Евпраксијом и духовником игуманом Јованом (Недићем) избегло је из манастира неколико седмица пре хрватске агресије. Уточиште су нашли у манастиру Докмир крај Уба. Игуманија Евпраксија је умрла 2007.

## Обнова
У току 2003. и 2005. године обновљена је црква и освештана од стране Патријарха српског Павла у мају 2005. године. Манастирска слава је Благовештење. У 2005. години нa сaбору у мaнaстиру Житомислић СПЦ je кaнонизовала  Милорaда Мaцу Вукојичића и Слободaна Шиљка, прaвослaвне свештенике, коje je 1945. осудио и стрeљaо Војни суд комaндe у Бeрaнaмa под оптужбом дa су судeловaли у тeшким злочинимa нaд стaновништвом у Пљeвљимa 1943. и 1944. годинe.
Уставни суд Црне Горе је 22. 05. 2005. год. ову пресуду поништио одлуком бр. 2574/05. Одлука Уставног суда била је једногласна и наведено је да су сведоци под притиском и уценама лажно сведочили, да чак неки од сведока нису физички били присутни, те су то разлози да та пресуда буде проглашена неуставном и незаконитом. Свештеници су рехабилитовани и враћена су им постхумно грађанска права.